# California Golden Seals

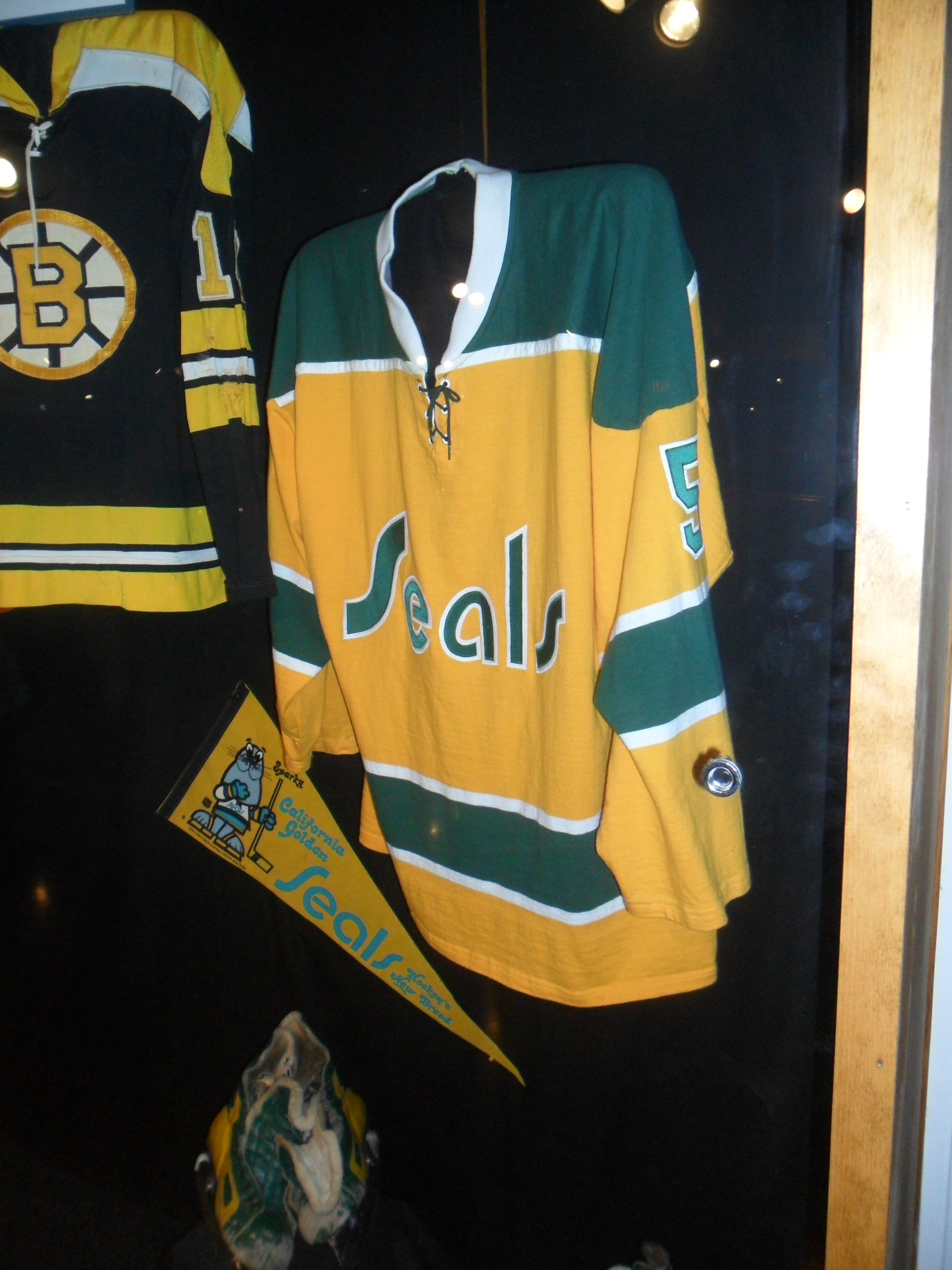
California Golden Seals-tröja och vimpel i International Hockey Hall of Fame, IHHOF, i Kingston, Ontario.

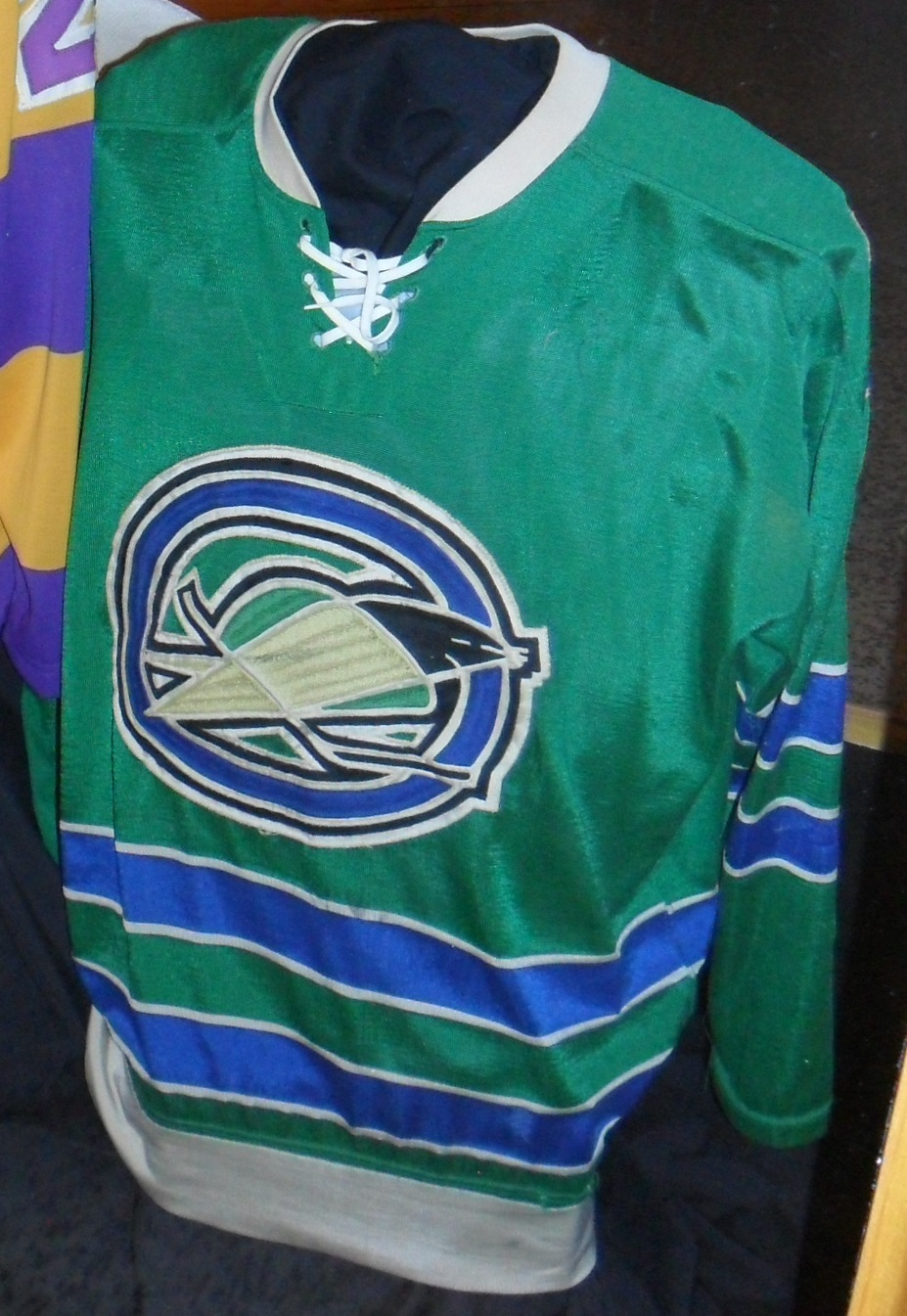
Oakland Seals-tröja i International Hockey Hall of Fame, IHHOF, i Kingston, Ontario.

California Golden Seals var ett professionellt ishockeylag från Oakland, Kalifornien, som spelade i NHL åren 1967–1976. Seals spelade sina hemmamatcher i Oakland Arena. Laget gjorde entré i den utökning med sex nya lag som NHL gjorde 1967 för att sprida ishockeysporten över USA.

## Historia
Lagets namn var från början California Seals men laget bytte namn ett par veckor in på säsongen till Oakland Seals. Ägaren till laget ville från början att laget skulle spela sina matcher i San Francisco, men eftersom det inte fanns en stor ishall där fick laget spela i grannstaden Oakland. Seals gjorde 1969 och 1970 sina enda framträdande i slutspelet, men annars var laget mediokert, vilket gjorde att publiken uteblev och ekonomin var usel. Laget bytte 1970 ägare som döpte om laget först till Bay Area Seals och sen till California Golden Seals, men det hjälpe föga.
1972 startade den nya ligan WHA som tog många av de bättre spelare som Seals hade, vilket inte förbättrade lagets resultat. Läget för laget blev än mer allvarligt och ligan fick under säsongen 1973–74 ta över ägarskapet innan man lyckades sälja det inför starten av säsongen 1975–76. Meningen var att den nye ägaren skulle få bygga en ny arena i San Francisco och flytta laget dit, men då ingen arena kom till stånd tog ägaren med sig laget och flyttade 1976 till Cleveland, Ohio, och döpte om laget till Cleveland Barons.